# Davidson Drobo-Ampem
Davidson Drobo-Ampem (født 26. marts 1988 i Accra) er en ghanesisk/tysk fodboldpsiller.

## Karriere
I juli 2012 skiftede Drobo-Ampem til Esbjerg fB på en to-årig aftale. Inden da havde han været lejet ud til den vestjyske klub over flere omgange.